# Peer Gynt (tác phẩm âm nhạc)
Peer Gynt, Op. 23 là một trong những tác phẩm xuất sắc của nhà soạn nhạc người Na Uy Edvard Grieg. Tác phẩm này xuất phát từ vở kịch cùng tên của nhà viết kịch Na Uy Henrik Ibsen. Grieg đã viết 23 khúc nhạc chên vào các hồi trong vở kịch đó, sau đó ông chuyển soạn cho piano 4 tay, rồi lại soạn thành 2 tổ khúc cho dàn nhạc giao hưởng. Đó là:
- Tổ khúc 1:

- Buổi sáng
- Cái chết của bà Aese
- Vũ khúc của Anitra
- Trong lâu đài của Thần núi

- Tổ khúc 2 gồm:

- Cướp cô dâu và lời than vãn của Ingrid
- Vũ khúc Ả Rập
- Peer Gynt trở về quê hương
- Bài ca nàng Solveigh

Trong đó thì phần Buổi sáng và phần Trong lâu đài của Thần núi là hai phần nổi tiếng hơn cả.
Đôi khi Peer Gynt còn được trình diễn thêm các phần:
- Hành khúc hôn lễ
- Bài ca bên nôi của Solveigh
- Prelude
- Điệu nhảy của con gái Thần núi

## Âm thanh

### Tổ khúc thứ nhất
| Buổi sáng |  |
|           |  |
|           |  |

| Cái chết của bà Aese |  |
|                      |  |
|                      |  |

| Vũ khúc của Anitra |  |
|                    |  |
|                    |  |

| Trong lâu đài của Thần núi |  |
|                            |  |
|                            |  |